# Lý Thái Tổ
Lý Thái Tổ (chữ Hán: 李太祖, 8. März 974 im Lý-Bát-Đế-Schrein; † 31. März 1028 in der Zitadelle Thăng Long), Geburtsname Lý Công Uẩn (李公蘊), war von 1009 bis 1028 Herrscher des Reiches Đại Cồ Việt (大瞿越) auf dem Gebiet des heutigen Nord-Vietnam und Begründer der Lý-Dynastie. Während seiner Herrschaft unternahm er große Anstrengungen, die Staatsverwaltung zu reformieren und die Außengrenzen des Reiches zu sichern. Im Jahr 1010 ließ er die Hauptstadt Đại Cồ Việts von Hoa Lư an die Befestigungsanlage Đại La verlegen und nannte seine neue Residenz Thăng Long. Damit gilt er den Vietnamesen als Gründer der Hauptstadt Hanoi, deren 1000-jähriges Bestehen 2010 gefeiert wurde.

## Kindheit und Jugend
Lý Công Uẩn wurde am 8. März 974 im Dorf Cổ Pháp in der Gemeinde Đình Bảng, Bezirk Từ Sơn, in der heutigen Provinz Bắc Ninh in einer bäuerlichen Familie geboren. Sein Vater hieß Hiển Khánh Vương, seine Mutter, die bald nach der Geburt verstorben sein soll, Minh Đức thái hậu Phạm thị.
Über seine Kindheit wurden verschiedene Versionen überliefert. Eine Version berichtet, dass ihn seine Mutter im Alter von drei Jahren in die Tempelanlage Cổ Pháp Điện (heute Lý-Bát-Đế-Schrein) brachte. Der leitende Mönch Lý Khánh Văn adoptierte ihn und nannte ihn Lý Công Uẩn (李公蘊). In den folgenden Jahren wurde er von den Mönchen des Tempels als Schüler des Buddhismus erzogen. Später folgte er dem neuen leitenden Mönch Vạn Hạnh (938 – 1025), der in der Früheren Lê-Dynastie ein einflussreicher Kleriker und Gelehrter war, an den Hof der damaligen Hauptstadt Hoa Lư und brachte es dort in der höfischen Garde bis zum Tả Thân Vệ Điện Tiền Chỉ Huy Sứ, dem „Befehlshaber der linken Flanke des Palastes“.

## Politisches Wirken
Im Jahr 1009 starb Lê Ngọa Triều (auch Lê Long Đĩnh) unter mysteriösen Umständen kinderlos im Alter von 24 Jahren. Dieser Monarch hatte sich wegen der Brutalität seiner Herrschaft den Zorn des Volkes zugezogen. Der kaiserliche Beamte Đào Cam Mộc und der Mönch Lý Vạn Hạnh nutzten ihren politischen Einfluss, ihren Schützling Lý Công Uẩn ohne großen Widerstand durch die Höflinge inthronisieren zu lassen, und beendeten damit die Ära der Früheren Lê-Dynastie. Nach seiner Thronbesteigung in Hoa Lư nannte Lý Công Uẩn seine Ära Thuận Thiên, was „Wille des Himmels“ bedeutet.

### Verlegung der Hauptstadt
Die Zitadelle Hoa Lư lag militärstrategisch günstig, da sie, von Bergen und Sümpfen geschützt, kaum von Invasionsarmeen anzugreifen war. Allerdings war sie für den Handel zu schlecht erreichbar und die räumlichen Voraussetzungen für eine weitere Entwicklung der Stadt waren stark eingeschränkt. Dies veranlasste Lý Thái Tổ im Jahr 1010, mit dem königlichen Edikt Chiếu dời đô die Hauptstadt in die großzügig angelegte Befestigungsanlage und Siedlung Đại La an einem Zufluss des Roten Flusses zu verlegen. Dieser Standort im Flachland war ideal, und bot, umgeben von Flüssen und Seen, eine vorteilhafte Geografie für Transport, Handel und militärische Mobilisierung.
Der Legende nach soll Lý Thái Tổ während der Fahrt von Hoa Lư zu seiner neuen Residenz am Ufer des Tô Lịch die Vision eines aus den Fluten aufsteigenden gelben Drachen gehabt haben. Daraufhin änderte er den Namen Đại La zu Thăng Long (昇龍, aufsteigender Drache). Die alte chinesische Befestigungsanlage von Đại La ließ er zu einer wehrhaften Garnison mit neuer Residenz ausbauen, deren Architektur an chinesische Vorbilder angelehnt wurde. Weitere Baumaßnahmen waren die Zitadelle Trường An zur militärischen Stärkung der ehemaligen Hauptstadt und die Zitadelle Thiên Đức im Dorf Cổ Pháp zur Ehrung seines Geburtsortes.

### Kultur und Religion
In der beginnenden Lý-Dynastie erlebte das Land eine Blüte in Politik, Verwaltung, Kunst und Religion, die durch Lý Thái Tổ angeregt wurde. So führte er beispielsweise das von Dorffesten bekannte Wasserpuppentheater in verfeinerter Form bei Hofe ein. Da er zum buddhistischen Mönch erzogen worden war, praktizierte Ly Thai To den Buddhismus streng und förderte ihn als nationale Religion neben der Staatsideologie des Konfuzianismus. Er unterstützte den buddhistischen Klerus und seine Institutionen und spendete große Summen für den Bau von Pagoden (vietnamesisch Chùa) in ganz Đại Cồ Việt. Diese religiöse gesellschaftliche Grundstimmung führte auch dazu, dass viele Bürgerinnen und Bürger in buddhistische Klöster und Institutionen eintraten. Religiöse Würdenträger wurden zu Studien an den Hof der Song-Dynastie gesandt, um dort den Kanon der Schriften des Buddhismus, die Dreikorb-Sutra Tam tạng (in Sanskrit Tripiṭaka) zu erlernen.

### Gesetzgebung und Außenpolitik
Während seiner Herrschaft verbesserte Lý Thái Tổ die Beziehungen zu den Nachbar-Reichen und stabilisierte die politische Infrastruktur, indem er die Clanwirtschaft der regionalen Adligen bekämpfte, das Beamtenwesen einführte und die Verwaltung zentralisierte. Das zivile Zusammenleben regelte Lý Thái Tổ mit einer Vielzahl von königlichen Erlassen und Verordnungen. Das Steuerwesen machte er durch ein System von sechs Steuerarten transparenter und effizienter: Steuern auf Fischfang und die Produktion von Meeresfrüchten, auf die landwirtschaftliche Produktion, auf Obst und Gemüse, auf Holz und Baustoffe, auf die Salz-Produktion und eine Steuer auf Luxus-Produkte aus Elfenbein, Gold, Seide und anderen kostbaren Materialien. All diese Maßnahmen führten zu einer florierenden wirtschaftlichen Entwicklung von Đại Cồ Việt.
Die von 960 bis 1279 n. Chr. im Kaiserreich China herrschende Song-Dynastie mühte sich zur Herrschaftszeit von Lý Thái Tổ um eine innenpolitische Stabilisierung ihres Reiches. Dadurch entstand eine gewisse Bereitschaft, die dauernden Konflikte mit dem Nachbarn Đại Cồ Việt zu überwinden, und wieder diplomatische Beziehungen zwischen den Reichen einzugehen. Für die Chinesen galt der schwierige Nachbar als die autonome chinesische Provinz Giao Chỉ (Jiaozhi). Lý Thái Tổ schickte eine Reihe von Gesandten an den Hof der Song, die seine Forderung übermittelten, für Đại Cồ Việt den Status eines unabhängigen Königreiches anzuerkennen. Kaiser Song Zhenzong willigte endlich ein und schickte Gesandte an den Hof von Thăng Long, die Lý Thái Tổ ermächtigten, den Titel des Gouverneurs von Giao Chỉ durch den Titel des Königs von Đại Việt zu ersetzen.
In dieser Eigenschaft schloss Lý Thái Tổ Verträge mit den Königreichen der Champa und der Chenla, die sie zu Vasallen von Đại Cồ Việt mit der Verpflichtung zu jährlichen Tributen machten. Dies stabilisierte auch die Beziehungen zu den südlichen und westlichen Nachbarn. Lý Thái Tổ führte persönlich die Armee an, um einige kleine Rebellionen in Nghệ An und im südwestlichen Hochland niederzuschlagen. In der Lý-Dynastie wurde den königlichen Prinzen und einigen hohen Beamten und Kommandeuren der Titel Vương (König) verliehen. Dieser Titel gewährte ihnen das Recht, eigene Regimenter in die Schlacht führen. Am Hof wurde eine solide Ausbildung in Kampfkunst, Taktik und Strategie angeboten. Mit der Einteilung des Reiches in 24 Lộ (Kommandanturen) stärkte er die strategische Verteidigungsbereitschaft.

## Tod
Lý Thái Tổ starb am 31. März 1028 im 55. Lebensjahr in seiner Residenz Thăng Long. Sein Königsgrab Thọ Lăng wurde außerhalb des Palastes Thiên Đức phủ an seinem Geburtsort Cổ Pháp errichtet. Als Tempelname wurde Thái Tổ (etwa „oberster Stammvater“) und als Postumer Titel Thần Vũ Hoàng đế gewählt. In der Tempelanlage Cổ Pháp Điện wurde im Todesjahr zu seinen Ehren die heutige Haupthalle erbaut.
Lý Thái Tổ hatte mit neun Königinnen 13 Töchter und mindestens acht Söhne, darunter Lý Phật Mã (später Lý Thái Tông), Sohn der Königin Lê Thị Phất Ngân, sowie die Prinzen Lý Bồ, Lý Lực und Lý Nhật Quang. Nach dem Tod des Königs brach ein Thronstreit zwischen seinen Söhnen aus, wobei ein jüngerer Sohn versuchte, den Ältesten Lý Phật Mã, der zum Nachfolger bestimmt war, zu töten. Den Wachen von Lý Phật Mã gelang es, den jüngeren Bruder zu überwältigen, so dass sich der Nachfolgewunsch von Lý Thái Tổ erfüllte.

## Galerie

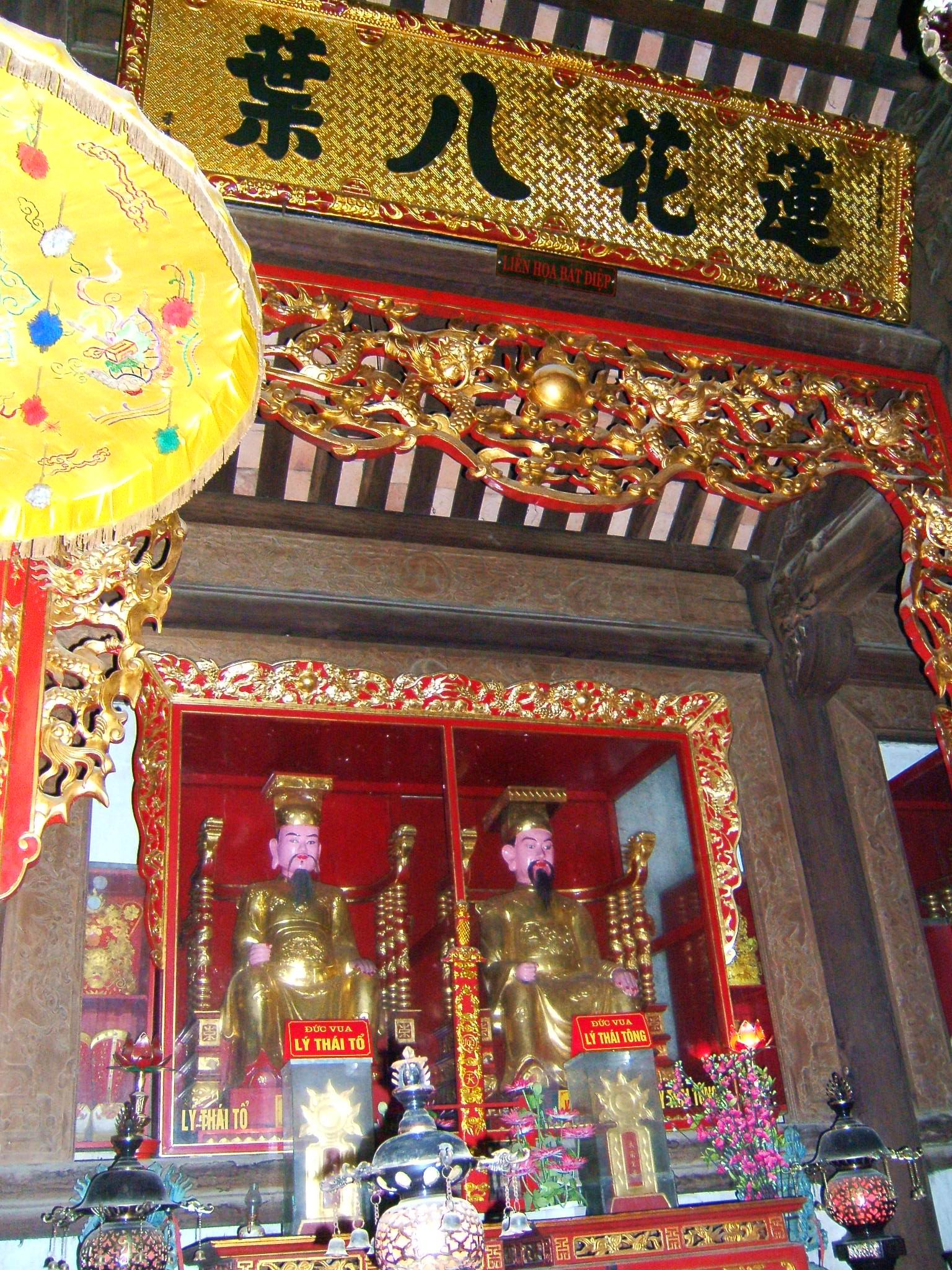
Statuen von Lý Thái Tổ und Lý Thái Tông in der Haupthalle des Lý-Bát-Đế-Schreins
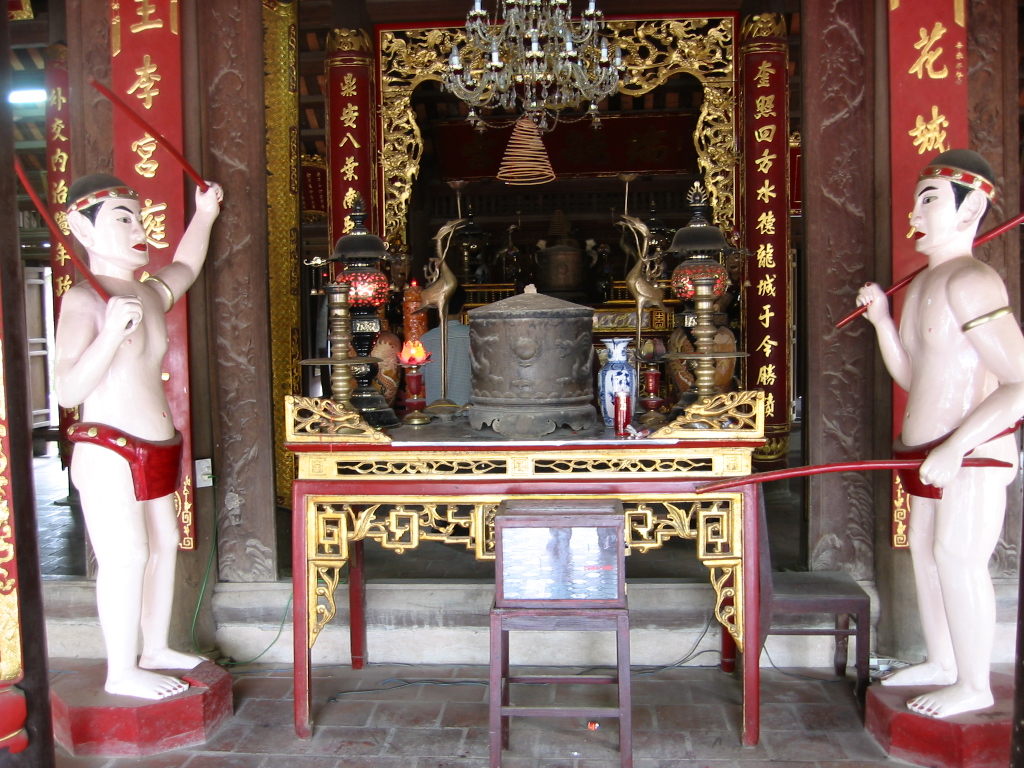
Altar für Lý Thái Tổ im Lý-Bát-Đế-Schrein
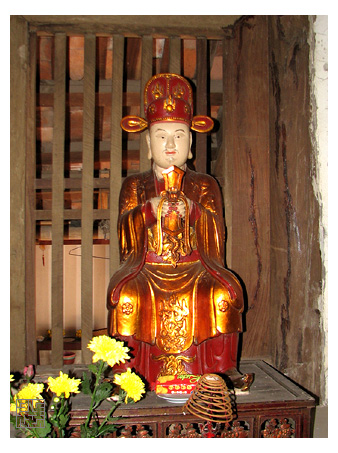
Statue von Lý Thái Tổ in der Pagode Kiến Sơ in Gia Lâm, einem Distrikt von Hanoi
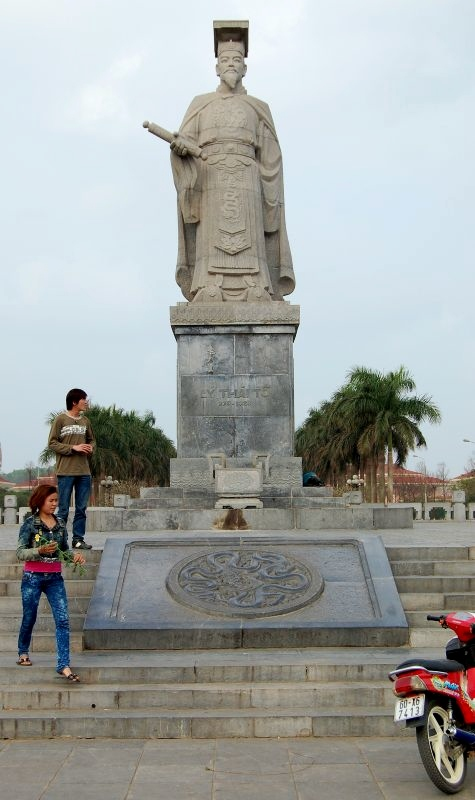
Denkmal von Lý Thái Tổ in Bắc Ninh
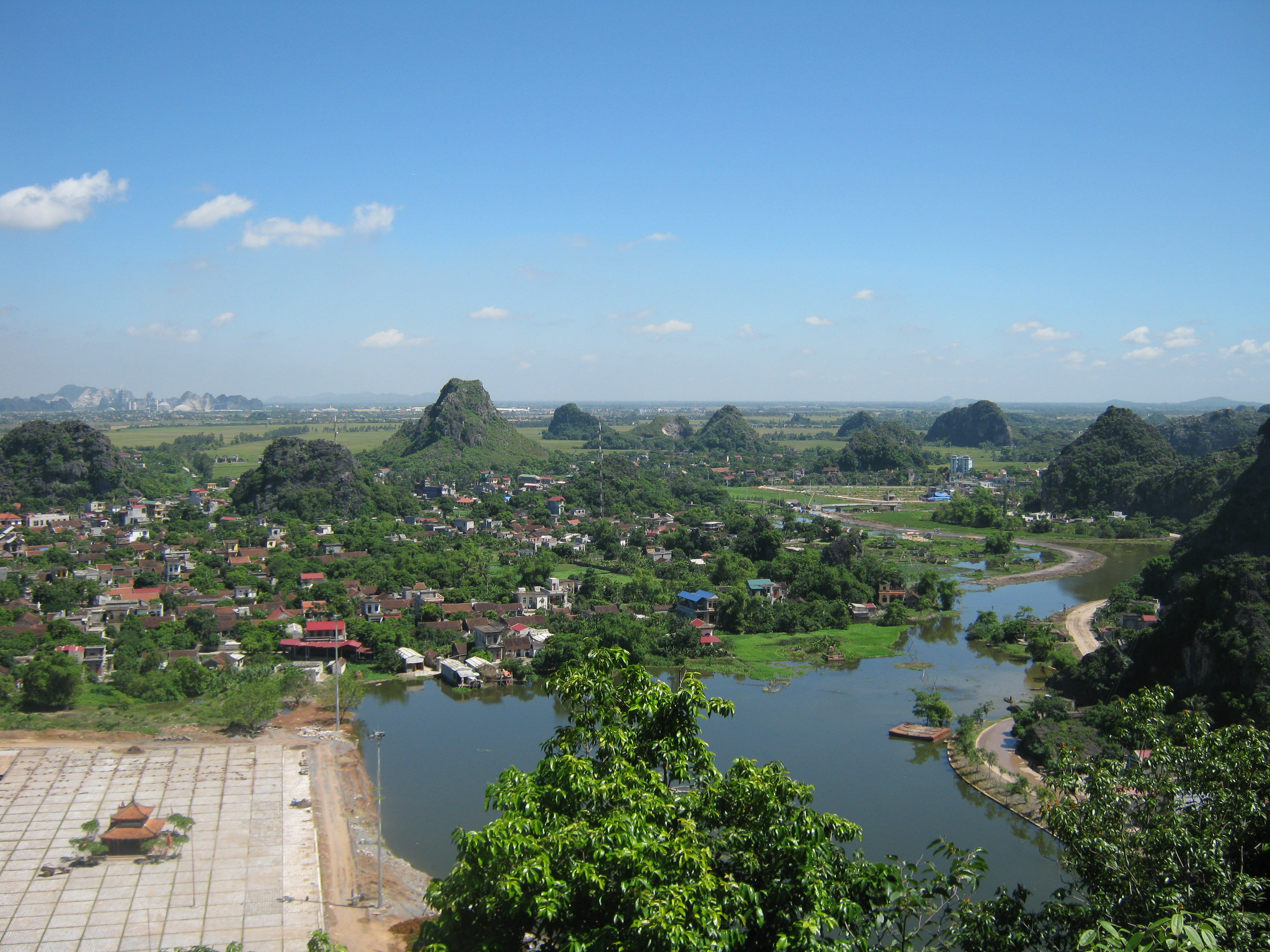
Die alte Hauptstadt Hoa Lư